# Petrus Bertius
Petrus Bertius (també anomenat Peter Bertius; (en neerlandès) Pieter de Bert o Pieter de Bardt) (Beveren, 14 de novembre de 1565 – París 13 d'octubre de 1629) fou un filòsof, teòleg, historiador, geògraf i cartògraf flamenc. Malgrat que actualment és més conegut com a cartògraf, gràcies a la seva edició del Geographia de Claudi Ptolemeu (basat en el Mercator, edició del 1578), i pel seu Atles, en realitat Bertius va publicar més obra sobre matemàtiques, sobre història i sobre teologia que no pas sobre cartografia.

## Joventut
Va néixer a Beveren (Alveringem), fill del predicador flamenc Pieter Michielszoon Bardt, que va deixar Flandes i es va haver d'exiliar, amb motiu de les seves idees religioses, a Londres, al voltant del 1568, amb la seva família. Tanmateix, l'any 1577, Petrus Bertius va retornar als Països Baixos per estudiar a la Universitat de Leiden. Allí es va guanyar la vida fent de tutor de joves estudiants i va continuar viatjant per Europa. El 1593 va esdevenir subregent del Leiden Statencollege. I el mateix any va contraure noces amb Maritgen, filla de Johannes Kuchlinus, qui fou el primer regent de l'Statencollege i a qui va succeir després de la seva mort, l'any 1606, també com a regent. També va relacionar-se, pel seu matrimoni, amb Jodocus Hondius i Pieter van den Keere, els seus cunyats i ambdós també cartògrafs. Això influirà en la seva vida més tardana.

## Maduresa
Bertius va escriure una introducció de l'obra Consolació de la filosofia de Boeci, el qual va ser publicat en una edició del tetx de Giovanni Antonio Volpi, l'any 1721.
Bertius fou amic de Jacobus Arminius i va escriure i llegir un parlarment al seu funeral, l'any 1609. A causa d'aquesta oració del funeral, va tenir una controvèrsia amb Francis Gomarus, l'adversari principal de l'Arminianisme.
Bertius va opinar sobre doctrines essencials que eren mal vistes fins-i-tot pels seus amics i va mantenir tesis properes al semipelagianisme.
L'any 1612, Bertius va publicar Hymenaeus desertor, una polèmica obra en llatí amb la qual va anar més enllà que Arminius en algunes matèries teològiques, menyspreant el consell que li havien donat els seus companys remonstrants. El Hymenaeus desertor va tenir prou difusió, però va esdevenir impopular. William Louis, Comte de Nassau-Dillenburg i Johan van Oldenbarnevelt, juntament amb altres polítics, van trobar l'obra desagradable i van creure que Bertius anava en contra d'ells. Tanmateix, Bertius va persistir i l'any 1613 va publicar una traducció del llibre en neerlandès, que es va reimprimir el 1615 a Leiden. Finalment, Bertius va perdre la seva posició en el món de l'ensenyament i també li varen prohibir poder donar lliçons particulars.

## Darrers anys
El 1618 Bertius va ser contractat com a cosmògraf de la cort de Lluís XIII de França. La seva carrera en el món de la cartografia havia començat l'any 1598, amb la publicació d'una edició llatina d'un atles de miniatura, el Caert Thresoor, de Barent Langenes, que va traduir com a Tabulae contractae (1600). La seva obra titulada Theatrum geographiae veteris va estar comentada pel mateix rei Lluís. Pel que fa a les seves perspectives acadèmiques als Països Baixos, va esdevenir impossibles, fet que l'obligà a mudar-se a França.
L'any 1620 va convertir-se a l'Església Catòlica Romana i va esdevenir professor de retòrica al Collège de Boncourt de la Universitat de Paris. L'any 1622, Lluís XIII va crear per Bertius una càtedra personal nova en ciències matemàtiques, al Col·legi Reial, i li va concedir el títol d'historiador reial. Va morir a París.

## Obra

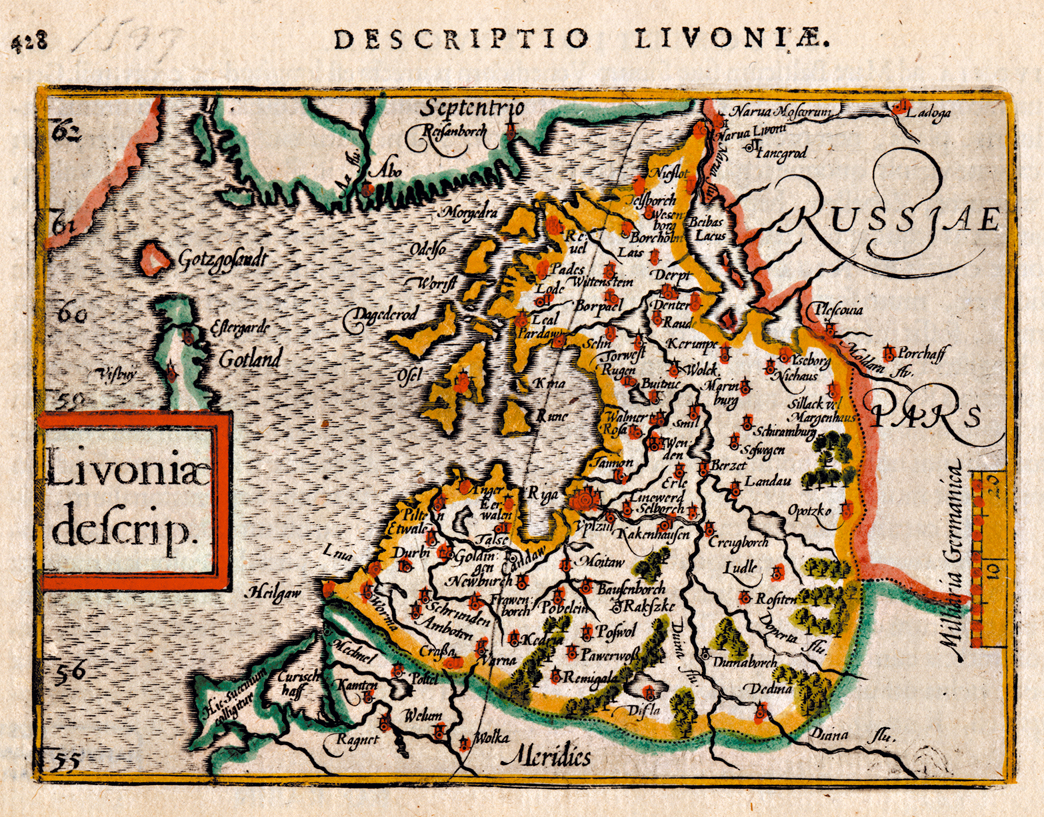
Mapa de Livonia (1603) de Petrus Bertius, extret del Tabularum Geographicarum Contractarum.

- 1609: Liick-oratie sobre de doot van den Eerweerdighen ende wytberoemden Heere Jacobus Arminius
- 1612: Hymenaeus desertor: sive de sanctorum apostasia problemata duo. (1: Un fieri possit ut justus deserat justitam suam? 2: Un quae deseritur fuerit vera justitia?)
- 1616: Commentariorum Rerum Germanicarum libri tres, incloent commentary en el Tabula Peutingeriana
- 1619: Theatri Geographiae Veteris
- 1625: Notitia Chorographica Episcopatuum Galliae

## Honors
Hi ha una cala a l'Antàrtida que va rebre el nom de Bertius Inlet o Cala de Bertius. Posteriorment va passar a anomenar-se Petrus Bertius.

## Galeria

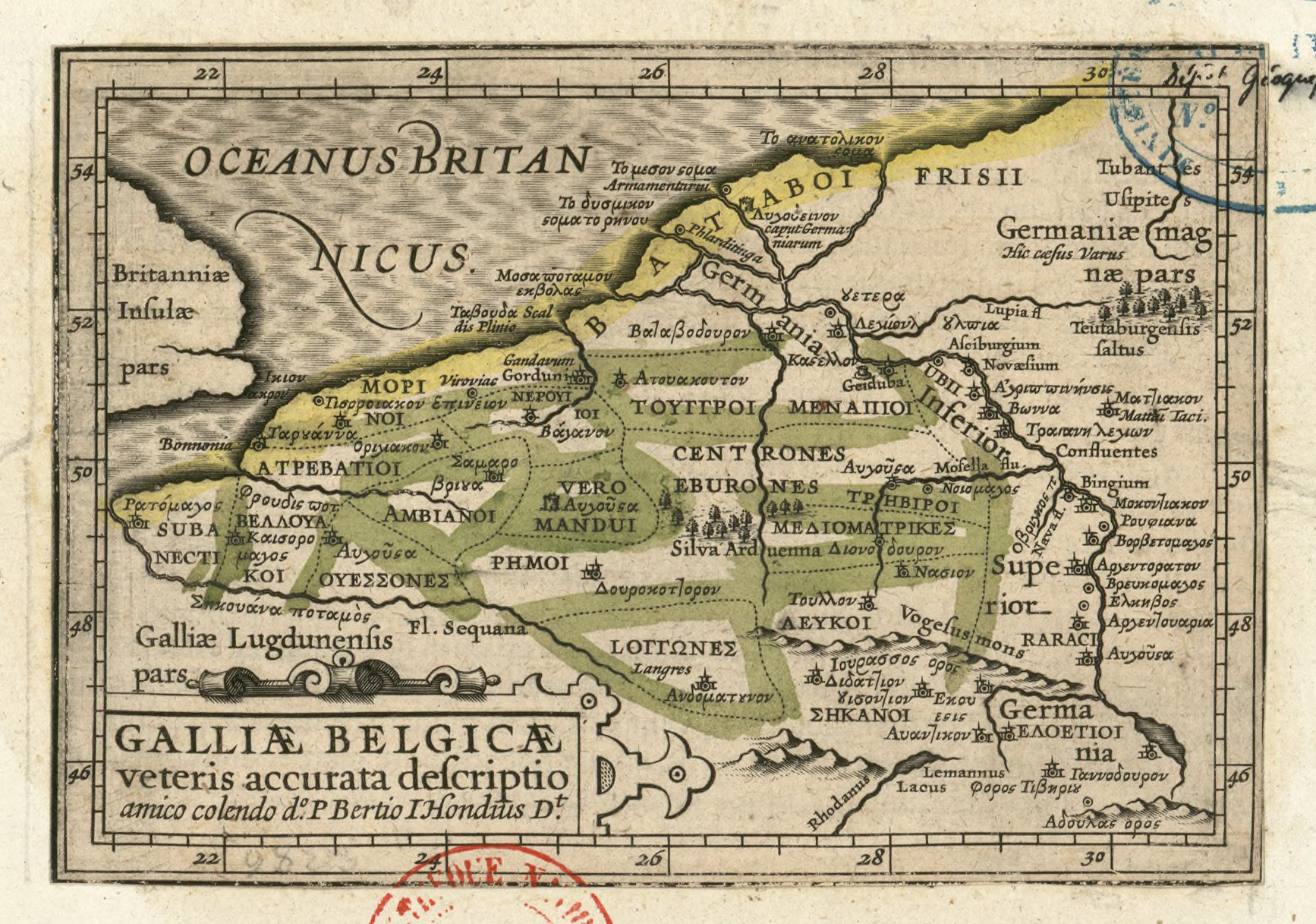
Galliae Belgicae Veteris
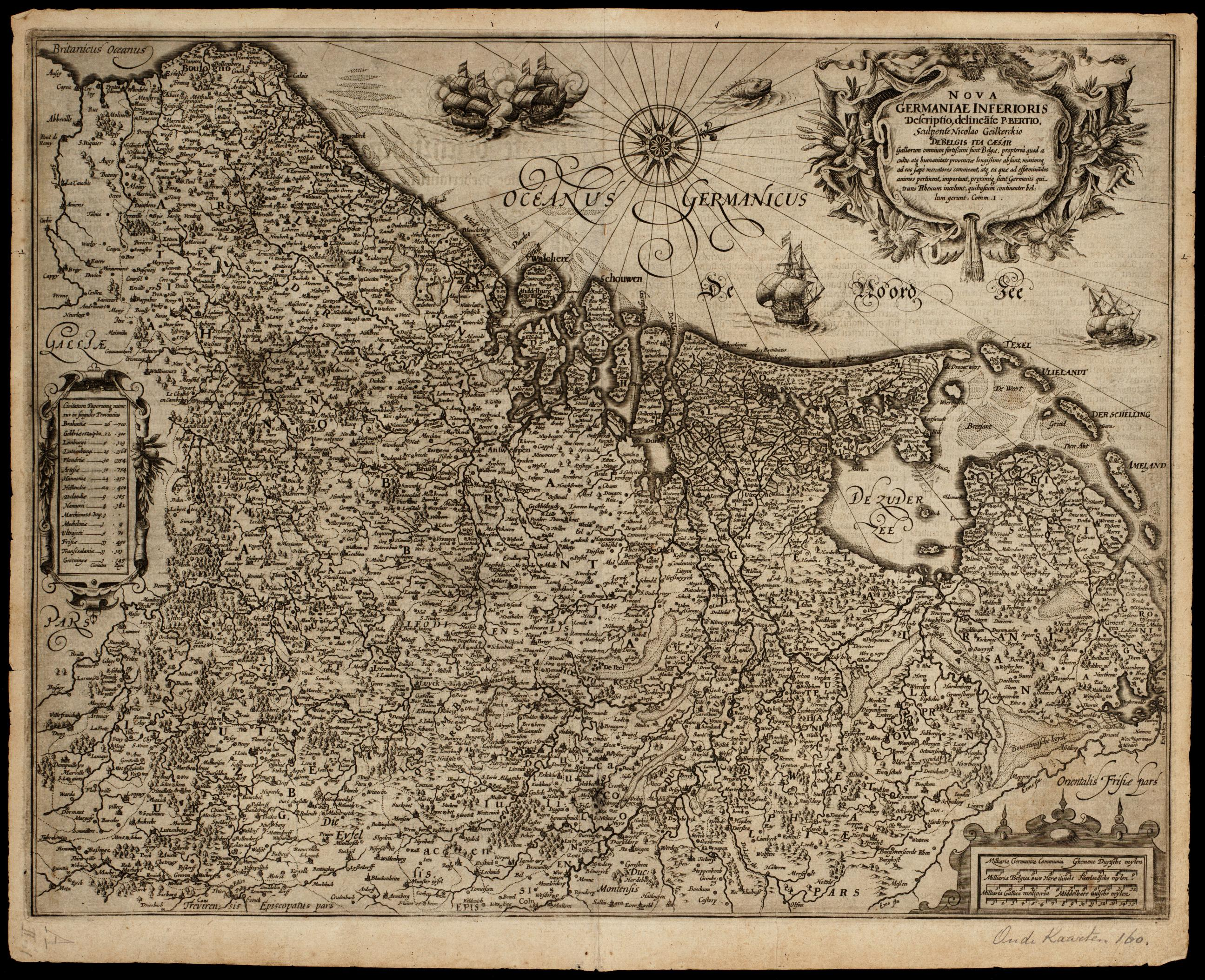
Nova Germaniae Inferioris
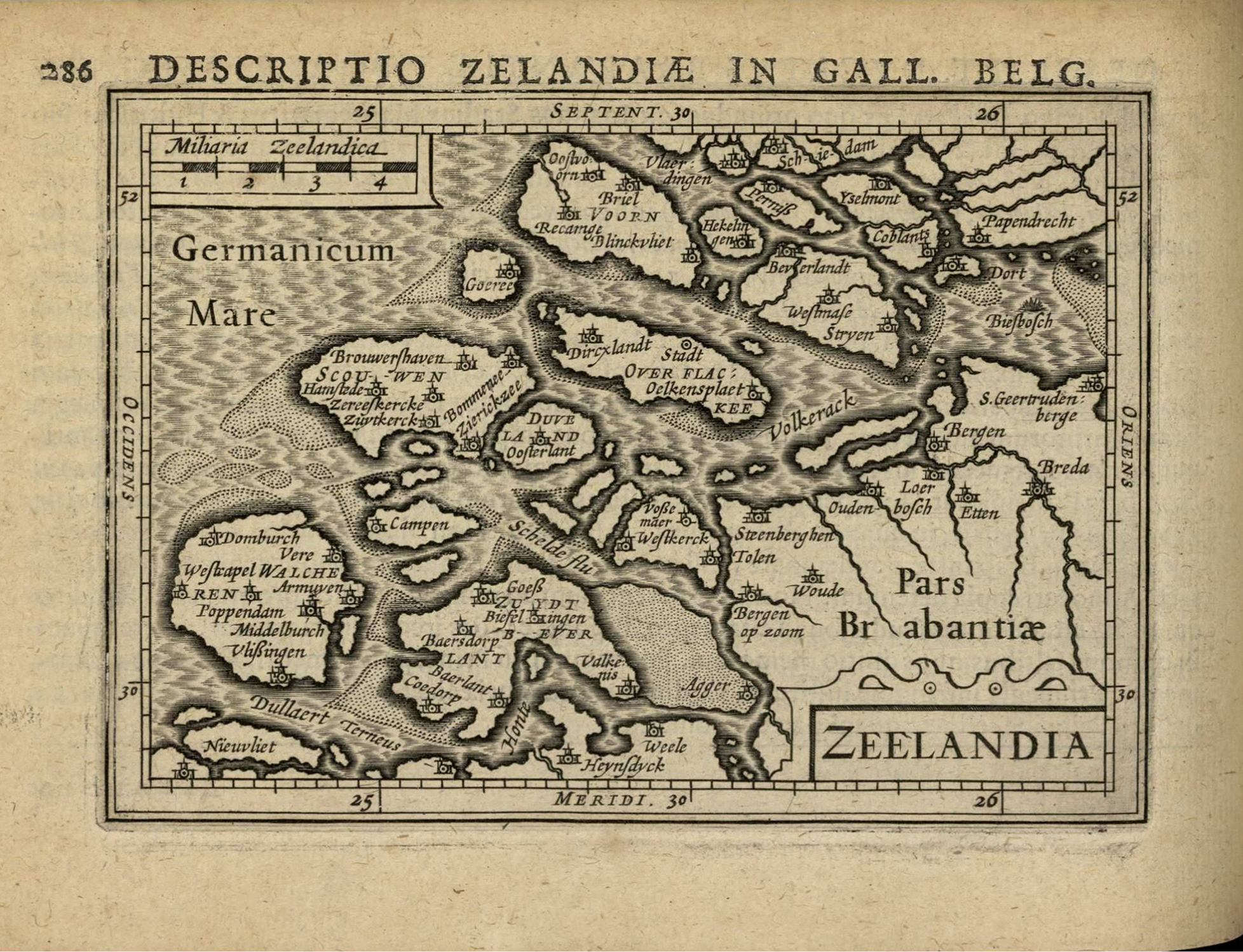
Zeelandia
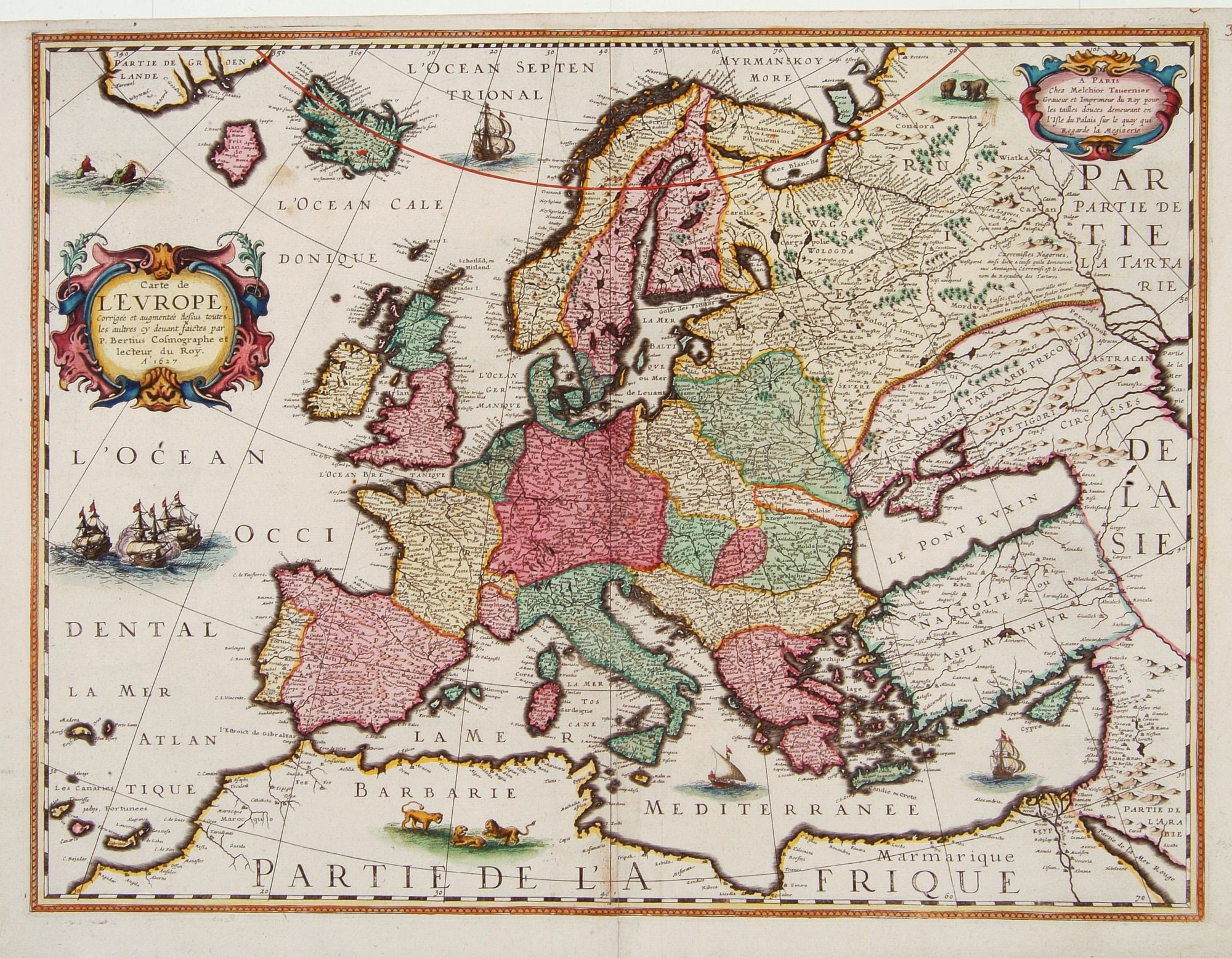
Carte de l'Europa
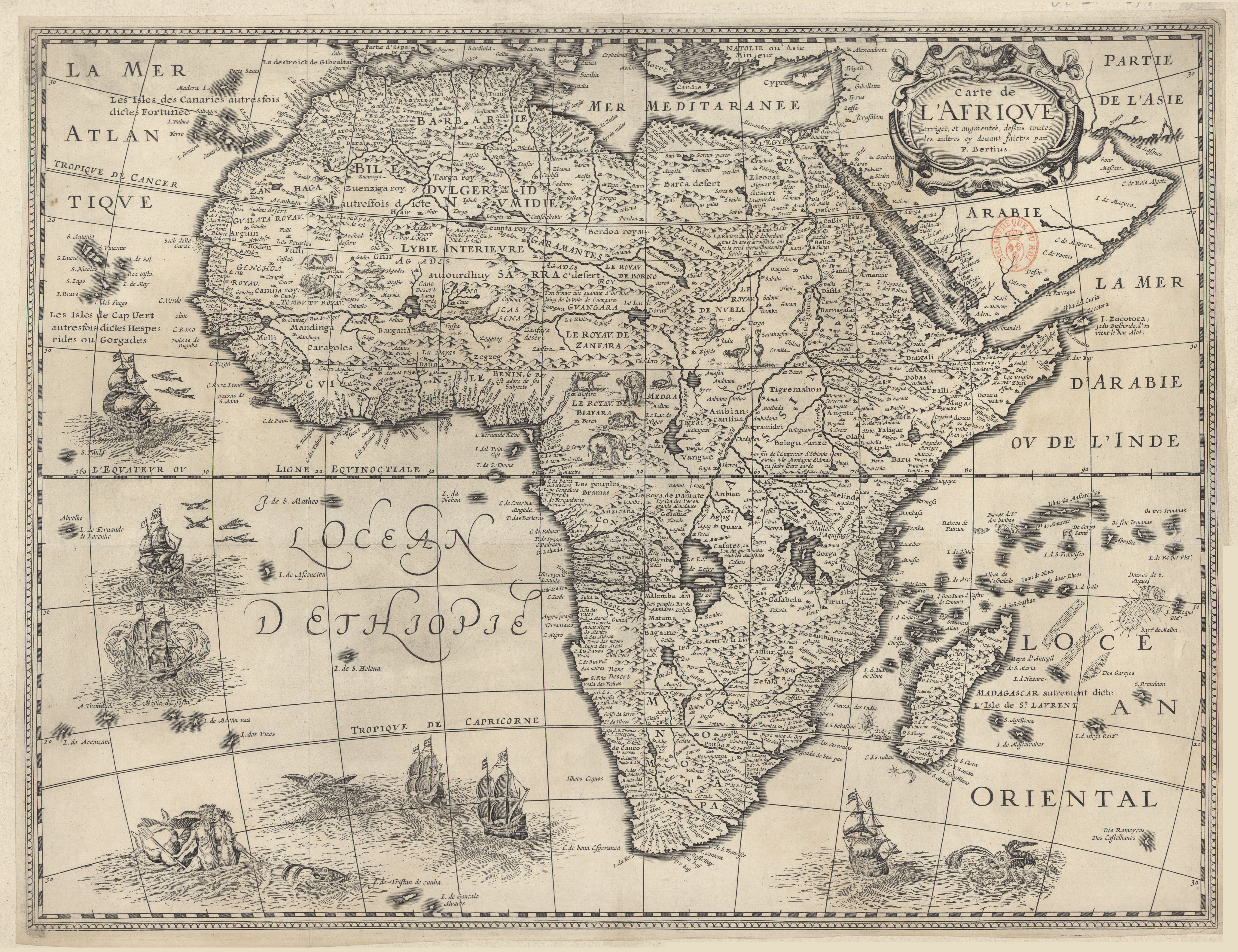
Carte de l'Afrique
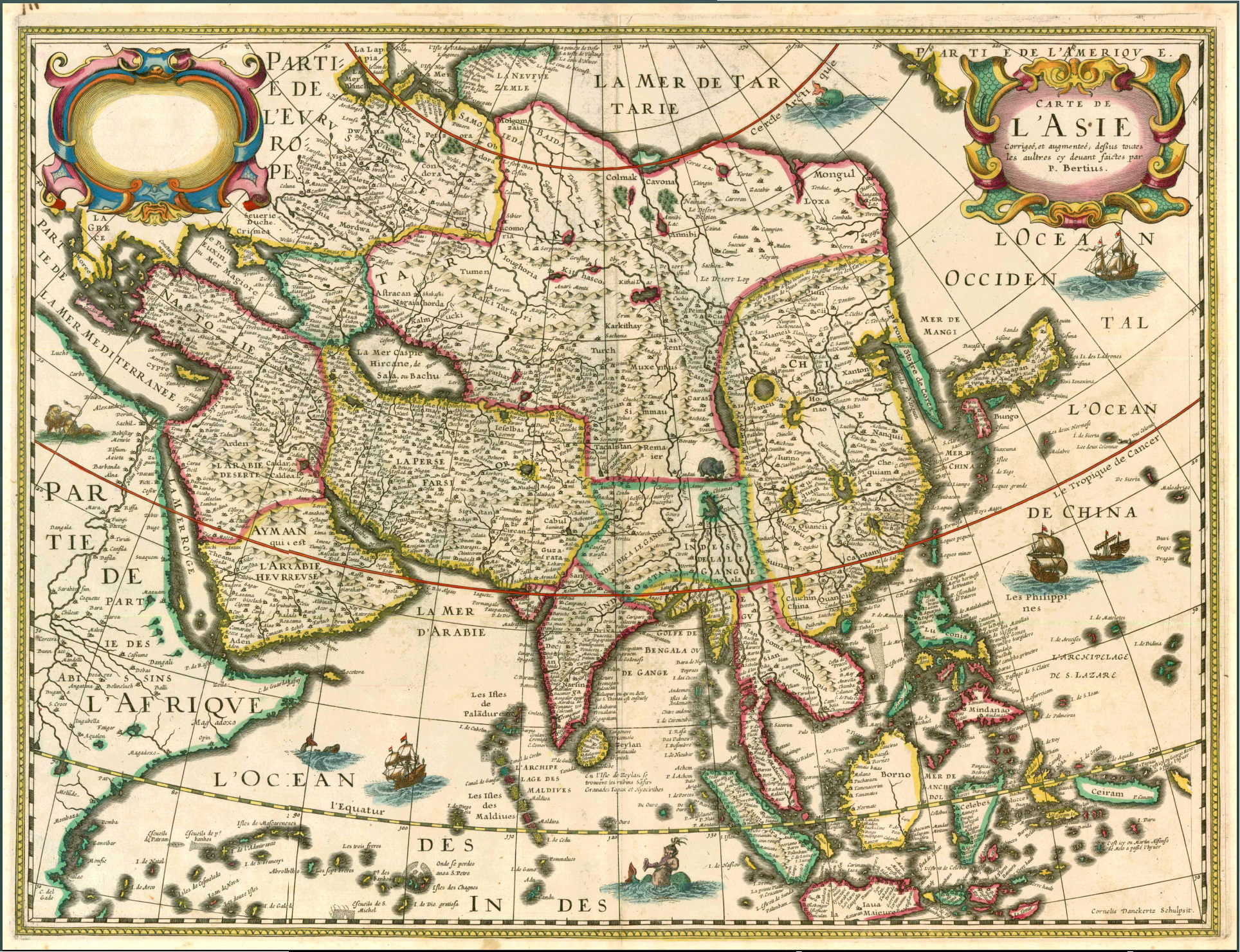
Carte de l'Asie
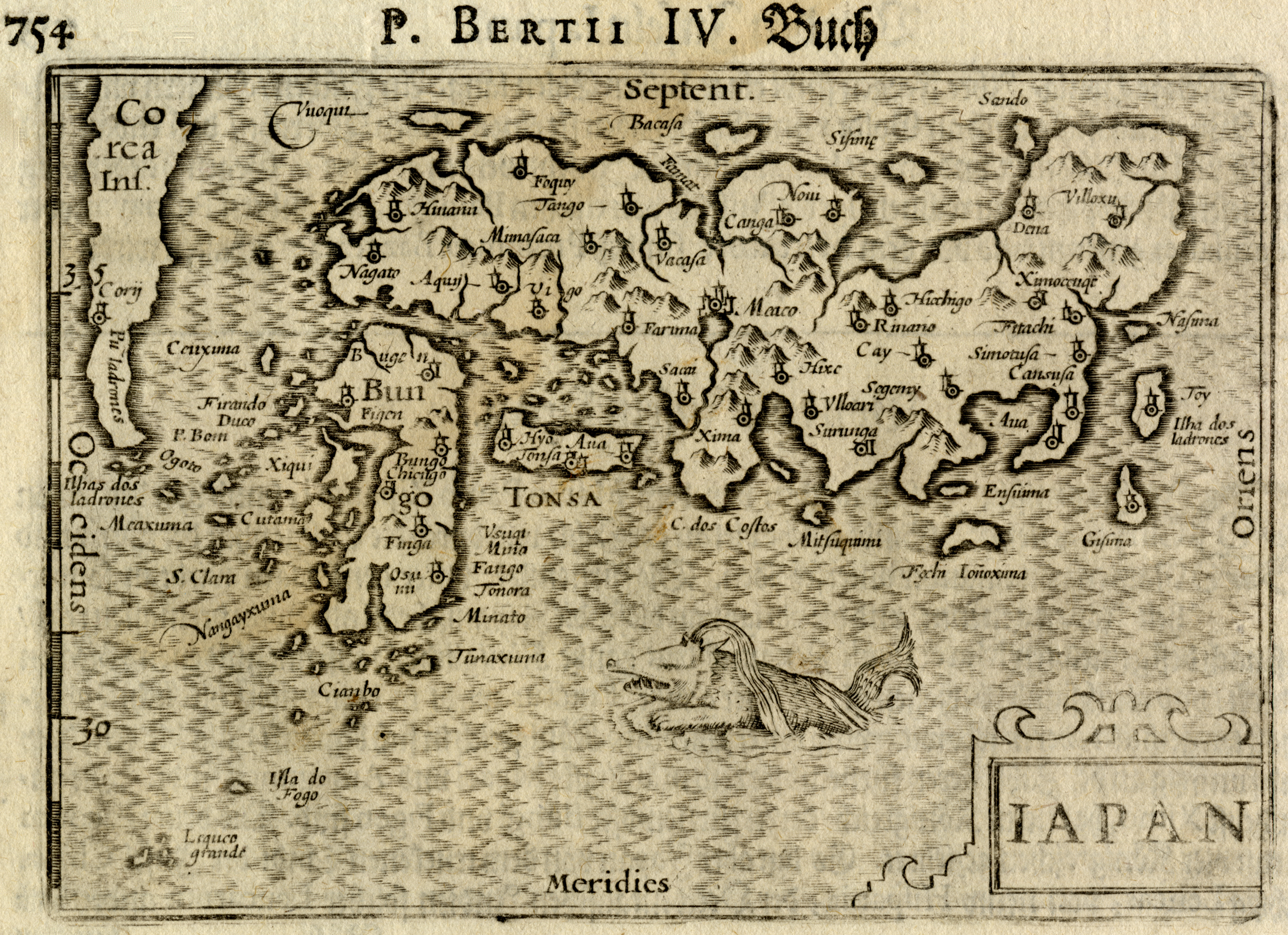
Iapan
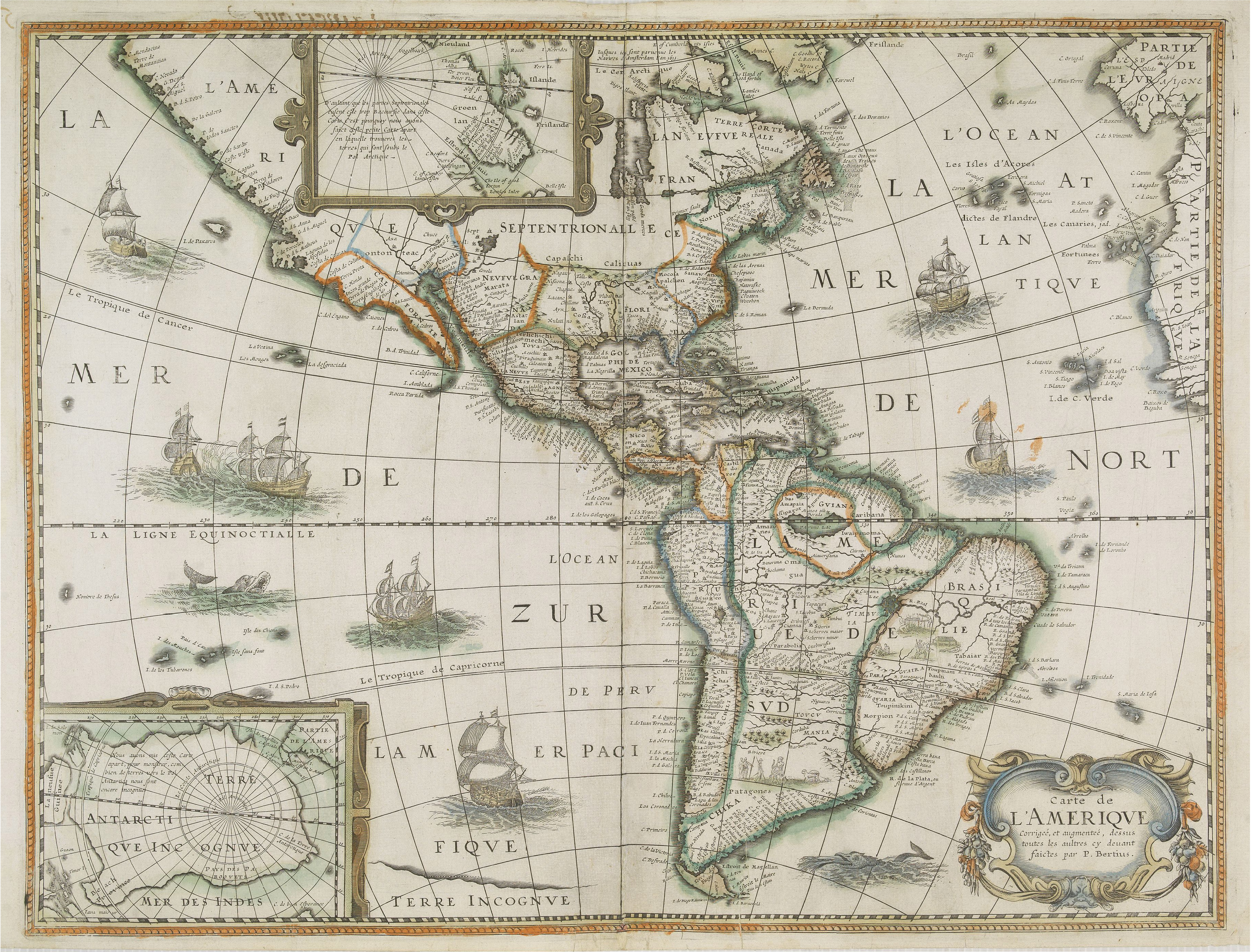
Carte de l'Amerique